# Phebellia nigripalpis
Phebellia nigripalpis är en tvåvingeart som först beskrevs av Jean-Baptiste Robineau-Desvoidy 1847.  I den svenska databasen Dyntaxa används istället namnet Prooppia nigripalpis. Enligt Catalogue of Life ingår Phebellia nigripalpis i släktet Phebellia och familjen parasitflugor, men enligt Dyntaxa är tillhörigheten istället släktet Prooppia och familjen parasitflugor. Arten är reproducerande i Sverige. Inga underarter finns listade i Catalogue of Life.